# Hong Kong en los Juegos Paralímpicos de Tokio 2020
Hong Kong estuvo representado en los Juegos Paralímpicos de Tokio 2020 por un total de 23 deportistas, 14 mujeres y 9 hombres.

## Medallistas
El equipo paralímpico hongkonés obtuvo las siguientes medallas:
| Nombre                                           | Deporte       | Evento                   |
| ------------------------------------------------ | ------------- | ------------------------ |
| Oro                                              |               |                          |
| —                                                |               |                          |
| Plata                                            |               |                          |
| Chu Man Kai                                      | Bádminton     | Individual SH6 masculino |
| Lau Wai Yan Vivian Leung Yuk Wing Wong Kwan Hang | Bochas        | Dobles BC4 mixto         |
| Bronce                                           |               |                          |
| Chan Ho Yuen                                     | Bádminton     | Individual WH2 masculino |
| Leung Yuk Wing                                   | Bochas        | Individual BC4 mixto     |
| Wong Ting Ting                                   | Tenis de mesa | Individual 11 femenino   |